# Liste von besonderen Vorfällen mit BND-Bezug
Die Liste von besonderen Vorfällen mit BND-Bezug zeigt Sachverhalte im Zusammenhang mit dem deutschen Bundesnachrichtendienst (BND), die ein tatsächliches oder behauptetes Fehlverhalten darstellen und öffentliche Aufmerksamkeit erhielten. Oft hatte diese persönliche Folgen für die Beteiligten wie Disziplinar- oder Strafverfahren, Entlassung, Entfernung aus dem Dienstverhältnis oder Rücktritt, wurden teilweise etwa durch Untersuchungsausschüsse aufgearbeitet und boten manchmal Anlass für Rechtsänderungen. Mit den Sachverhalten beschäftigten sich grundsätzlich die zuständigen Kontrollinstitutionen.

## Inlandsaufklärung der politischen Parteien unter Globke und Adenauer
Hans Globke, damals Chef des Bundeskanzleramtes, war Reinhard Gehlens unmittelbarer Draht zum ersten deutschen Bundeskanzler, Konrad Adenauer und bat Gehlen bereits Anfang 1951 um Berücksichtigung der innenpolitischen Lage. Gehlen setzte, von Adenauer ermuntert, so genannte Sonderverbindungen und V-Leute gegen Politiker der politischen Parteien SPD, FDP, aber auch der CDU, ein. Globke „lebte mit Gehlen in einer machtpolitischen Symbiose zu beiderseitigem Nutzen und zur Machtsicherung des Gründungskanzlers der Bundesrepublik Deutschland“, so der Historiker Klaus-Dietmar Henke.

## Aufklärung der SPD-Spitze
Im April 2022 wurde bekannt, dass Siegfried Ziegler, zunächst Mitarbeiter der Organisation Gehlen und dann des BND, zwischen 1953 und 1962 Interna des SPD-Parteivorstandes weitergab. Im Dezember 1953 traf er sich mit Reinhard Gehlen. Er warb Siegfried Ortloff, in der Bonner SPD-Zentrale „für die Abwehr kommunistischer Unterwanderung zuständig“, für diese Tätigkeit an. Die Informationen, die von Ortloff über Ziegler kamen, leitete Gehlen an Hans Globke weiter, der sie wiederum an Bundeskanzler Konrad Adenauer weitergab. Insgesamt kamen fast 500 Meldungen im Bundeskanzleramt an. Bedeutung und Ausmaß des Sachverhalts wurden von Historikern und Journalisten unterschiedlich bewertet.

## Kenntnis von Adolf Eichmanns Aufenthaltsort
Nach Recherchen des amerikanischen Professors Christopher Simpson informierte der BND im März 1958 die Central Intelligence Agency (CIA) über die Aufenthaltsorte zahlreicher gesuchter Kriegsverbrecher aus der Zeit des Nationalsozialismus, darunter Adolf Eichmann. Sein Deckname Clement, eine leicht abweichende Variante des Namens Ricardo Klement, unter dem Eichmann wirklich in Buenos Aires lebte, wurde gleichfalls übermittelt. Im Juni 2006 wurde bekannt, dass die Regierung Adenauer die CIA im März 1958 über den Aufenthaltsort Adolf Eichmanns informiert hatte. Dem US-amerikanischen Historiker Timothy Naftali zufolge sorgte sie aber durch Kontakte auf höchster Ebene gleichzeitig dafür, dass die CIA dieses Wissen nicht nutzte. Weder die deutsche Bundesregierung noch die CIA informierten Israel über die neuen Erkenntnisse. Naftali vermutet, dass Adenauer so eine direkte Belastung von Hans Globke durch Eichmann verhindern wollte. Dem BND war Eichmanns Deckname und sein Aufenthalt in Argentinien schon sechs Jahre früher bekannt. Die deutsche Wissenschaftlerin Bettina Stangneth, die die freigegebenen Teile der BND-Akte Eichmanns auswertete, hat die Genauigkeit der Angabe nachgewiesen. Stangneth führt das auf die Existenz eines Informanten zurück, der Eichmanns Familie 1952 bei der Ausreise geholfen hatte. Das Simon Wiesenthal Center und zahlreiche andere Fahnder kannten ab 1954 die Schreibweise „Klemens“. Die Kenntnis über den Aufenthaltsort von Eichmann führte zunächst nicht zu Maßnahmen zu seiner Ergreifung. Wahrscheinlich gab es im Westen Bedenken, dass weitere Zusammenhänge aufgedeckt würden.
Im Nachlass Globkes fand sich Material, das belegt, dass die deutschen Prozessbeobachter und das Gerichtsverfahren in Jerusalem überwacht wurden. In einem Schreiben vom 16. März 1962 wandte sich der erste Präsident des BND, Reinhard Gehlen, unter dem Betreff „Beabsichtigte Namhaftmachung Staatssekretärs Globke als Zeuge in der Berufungsverhandlung gegen A. Eichmann“ an Globke, um ihm mitzuteilen, dass der Prozess den geplanten harmlosen Verlauf nehme: „Entsprechende Maßnahmen sind eingeleitet.“ Dank Gehlens Intervention werde, heißt es in dem Schreiben, „die israelische Verhandlungsleitung in der bisherigen Weise“ verfahren und „eine Ausweitung zu verhindern“ trachten. Sieben Tage später stellte Eichmanns Verteidiger Robert Servatius einen Antrag, Globke als Zeugen zu vernehmen, der vom Gericht abgelehnt wurde. Franz Josef Strauß äußerte: „Die Israelis haben extreme Hetze gegen uns verhindert.“

## Ausbildung libyscher Streitkräfte
Gegen Ende der 1970er Jahre soll der BND an der Ausbildung der Streitkräfte Libyens mitgewirkt haben.

## Abhöreinrichtungen in Stammheim
Der BND installierte 1975 in Amtshilfe Abhöreinrichtungen in Zellen der Justizvollzugsanstalt Stuttgart-Stammheim.

## Verbringung von NVA-Waffensystemen nach Israel
1991 war der BND an der verdeckten Lieferung von Waffensystemen der ehemaligen Nationalen Volksarmee der Deutschen Demokratischen Republik an Israel beteiligt. Israel wollte diese Systeme auswerten, da sie auch von mit Israel verfeindeten Staaten in der Region genutzt wurden.

## Plutoniumtransport
Am 10. August 1994 veranlasste der BND den Transport von 360 Gramm Plutonium mit einer Boeing 737 der deutschen Lufthansa von Moskau nach München. Der Sachverhalt war Gegenstand des 1. Untersuchungsausschusses des 13. Deutschen Bundestags.

## Norbert Juretzko
Der ehemalige BND-Mitarbeiter Norbert Juretzko war ab 2003 in eine Reihe von Gerichtsverfahren mit dem BND verwickelt. Aus der Sicht Juretzkos war der Auslöser hierfür die Kontroverse um Rübezahl. Ende der 1990er Jahre habe er eindeutige Beweise für eine angebliche Doppelagenten-Tätigkeit des früheren Ersten Direktors beim BND und Leiter der Beschaffungsabteilung beim BND, Volker Foertsch, gesammelt und dem damaligen Präsidenten des BND, Hansjörg Geiger, vorgelegt (mit der Beschuldigung – in etwa –, sowohl Agententätigkeiten in Zusammenarbeit mit russischen Geheimdiensten und mit deren Billigung koordiniert zu haben wie auch seine originäre Aufgabe, die geheimdienstliche Ost-Aufklärung, im Auftrag des BND durchgeführt zu haben). Angeblich auf Druck Bernd Schmidbauers, unter dem damaligen Bundeskanzler Helmut Kohl Beauftragter für die Nachrichtendienste des Bundes, seien die staatsanwaltschaftlichen Ermittlungen gegen Foertsch Anfang 1998 niedergeschlagen worden. Tatsächlich wurde Foertsch rehabilitiert und trat 1999 in den Ruhestand.
Im Jahr 2002 wurde Juretzko wegen Aktenmanipulation und Erschleichung von Agentengeldern in Höhe von einer halben Million Deutsche Mark zu elf Monaten Freiheitsstrafe auf Bewährung verurteilt. Juretzko schied nach 15 Dienstjahren aus dem BND aus, behielt aber seinen Anspruch auf Ruhegehalt. Nach Darstellung des Verurteilten handelte es sich bei dem Verfahren um eine vom BND gezielt initiierte Aktion, um den Kronzeugen der Kontroverse Rübezahl zu diskreditieren.
Juretzko machte seine Sicht der Dinge in dem Buch Bedingt dienstbereit (2004) publik, in dem weitere angebliche BND-Pannen zur Sprache kamen. Er verfasste das Werk zusammen mit dem freien Journalisten Wilhelm Dietl, der von 1982 bis 1992 selbst für den BND gearbeitet hatte. Das 2005 von der Staatsanwaltschaft Hannover gegen Juretzko angestrengte Verfahren wegen Unterschlagung von Dienstunterlagen deutete er als wenig stichhaltige Racheaktion des BND, denn er habe seit seinem Ausscheiden aus dem Dienst beim BND im Jahre 1999 keinen Zugriff mehr auf derlei Papiere gehabt; dem BND fiele das angebliche Verschwinden dieser Dienstunterlagen aber erst nach sechs Jahren auf.
Im Mai 2006 veröffentlichten Norbert Juretzko und Wilhelm Dietl ein zweites Buch über den BND. Unter dem Titel Im Visier wurden zahlreiche weitere angebliche Pannen und vermeintliche Peinlichkeiten aus dem Bereich des BND öffentlich gemacht. Monate vor dem Erscheinen dieses Buches erfolgte eine neue Anklage vor dem Landgericht Berlin, diesmal wegen Geheimnisverrates im Zusammenhang mit Bedingt dienstbereit: Juretzko habe durch die Nennung dienstinterner Kennzeichnungen das Risiko einer Enttarnung von BND-Mitarbeitern erhöht; ebenso habe er die Klarnamen von Agenten verraten. Dies erwies sich als eine Falschbehauptung der Anklage. Von den Vorwürfen wurde Juretzko im Juni 2006 nach einem fünf Wochen dauernden Prozess auf gemeinsamen Antrag der Staatsanwaltschaft und der Verteidigung vom Landgericht Berlin freigesprochen.
2006 führte der BND ein Zivilverfahren wegen der mutmaßlichen Unterschlagung von rund 200.000 Euro Agentengeldern.
Dabei kam es Anfang Juni 2006 möglicherweise zu einer sicherheitlichen Panne: Um die Ansprüche des BND zu belegen, übergab der Auslandsnachrichtendienst dem Bundesverwaltungsgericht Leipzig Akten mit den ungeschwärzten Klarnamen einiger Quellen, die im Zuge der Operation Giraffe 1990 gewonnen worden waren. Dabei nahm der BND in Kauf, dem russischen Inlandsgeheimdienst FSB vielleicht diesem bisher sogar unbekannte BND-Operationen und Informanten zu enthüllen. Während Sicherheitsexperten von einem „katastrophalen Vorgang“ sprachen, rechtfertigte der BND sein außergewöhnliches Vorgehen mit einer „Güterabwägung“, indem dieser darauf hinwies, dass seitens des BND der operative Schaden geringer eingeschätzt werde als der Verlust des Geldes, denn man gehe seitens des BND davon aus, dass den BND-Zuträgern in ihrer russischen Heimat heute keine juristische Verfolgung mehr drohe.

## Überwachung von Erich Schmidt-Eenboom und weiteren Journalisten
Der BND hat im Zeitraum von 1993 bis mindestens 1998, mit Wissen und Billigung des damaligen BND-Präsidenten Konrad Porzner, den deutschen Journalisten Erich Schmidt-Eenboom und dessen „Forschungsinstitut für Friedenspolitik e. V.“ in Weilheim in Oberbayern überwacht. Grund der Überwachung war Schmidt-Eenbooms 1993 veröffentlichtes Buch Schnüffler ohne Nase. Da das Buch Insider-Informationen aus dem BND enthielt, erhob der BND Informationen zum Schutz seiner Mitarbeiter, Einrichtungen, Gegenstände und Quellen gegen sicherheitsgefährdende oder geheimdienstliche Tätigkeiten im Rahmen seines gesetzlichen Auftrags (§ 2 Abs. 1 Nr. 1 BNDG). Das Institut soll mehrere Jahre von der gegenüberliegenden Straßenseite aus observiert worden sein, unter anderem mit einer Kamera, die in der Sonnenblende eines Autos versteckt gewesen sein soll. Mit zeitweise bis zu 15 BND-Mitarbeitern der Organisationseinheit „QC30“ der Abteilung 8 des BND wurde auch Schmidt-Eenbooms Privatleben (etwa Saunagänge) überwacht, um BND-Mitarbeiter zu ermitteln, die Eenboom Informationen gaben. Bis ins Jahr 2003 soll das Altpapier des Instituts vom BND monatlich von der Straße entfernt, gegen andere Tüten ausgetauscht und auf Informationen hin untersucht worden sein. Soweit öffentlich bekannt ist, brachten die Ermittlungen keine Erkenntnisse über unrechtmäßige Informationsabflüsse.
Im Mai 2006 wurde nach einem Bericht des Sonderermittlers und ehemaligen Vorsitzenden Richters am Bundesgerichtshof, Gerhard Schäfer, bekannt, dass der BND mehrere Jahre durch menschliche Quellen interne Informationen über die Medien gesammelt hat. Ziel war es laut dem BND dabei, mögliche Nachrichtendienstmitarbeiter zu enttarnen, die unter anderem in der Kontroverse über den Plutoniumtransport 1994 Dienstgeheimnisse und Verschlusssachen weitergegeben hätten. Die Berliner Zeitung berichtete, dass angeblich Telefone von Journalisten abgehört worden seien. Außerdem soll der Journalist Jo Angerer, der für das TV-Magazin Monitor arbeitete, überwacht worden sein. Mehrere Jahre soll der BND den freien Journalisten Wilhelm Dietl überwacht haben, welcher aber auch selbst für den BND tätig war, der zusammen mit dem BND-Aussteiger Norbert Juretzko 2004 und 2006 Bücher über den Auslandsdienst veröffentlichte.
Der BND verwendete für die Überwachung teils kein eigenes Personal. Mehrere Journalisten hätten dem BND angeboten, teils auch gegen Geldzahlungen, Informationen über investigative Journalisten weiterzugeben. Laut Michael Hartmann, Mitglied im BND-Untersuchungsausschuss, ging es um „Informationen bis hin zum Quellenverrat, beziehungsweise dem Verrat von Quellen anderer Journalisten“. Die Notizen von Foertsch über weitergegebene Informationen von dem Focus-Redakteur Josef Hufelschulte (BND-Deckname: Jerez) umfassen 219 Seiten. Der Focus-Redakteur soll als Informationsquelle vom BND jedoch selbst ebenfalls überwacht worden sein.
Unklar ist, ob die Amtsnachfolger Porzners über die Aktion, die bis mindestens 1998 angedauert haben soll, informiert waren. Neben dem zuständigen Parlamentarischen Kontrollgremium soll auch die Bundesregierung über die Jahre nicht informiert worden sein. Laut Foertschs Aussage im Februar 2009 war aber mindestens Bernd Schmidbauer als damaliger Staatsminister im Kanzleramt informiert gewesen. Unterdessen hatte das Bundeskanzleramt den BND offiziell angewiesen, keine Journalisten für Ermittlungstätigkeiten im Inland einzusetzen.

## Doppelagent Herman Simm
Herman Simm ist ein ehemaliger estnischer Regierungsbeamter, der wegen Spionage gegen die NATO im Februar 2009 zu einer langen Haftstrafe verurteilt wurde. Nachdem er bereits 1995 vom russischen SWR angeworben worden war, diente sich Simm einige Jahre später auch erfolgreich dem Bundesnachrichtendienst an. Dort wurde er mehrere Jahre lang als nachrichtendienstliche Verbindung geführt, der über russische Aktivitäten im Baltikum sowie kriminelle Strukturen berichtete. Unklar ist, ob Simm dem BND dabei in russischem Auftrag Falschinformationen unterschob.

## Versehentliche Erfassung von E-Mails einer deutschen Journalistin
Des Weiteren wurde im April 2008 bekannt, dass der BND im Rahmen der Überwachung des afghanischen Handelsministers Amin Farhang zwischen Juni und November 2006 auch E-Mails der Spiegel-Reporterin Susanne Koelbl mitlas. Koelbl hatte Auszüge aus einem Buchentwurf über Afghanistan zum Gegenlesen an Farhang gemailt. Nach Kenntnisstand des Parlamentarischen Kontrollgremiums wurde vom zuständigen Sachgebietsleiter weder die Überwachung abgebrochen, noch die BND-Führung informiert, als bekannt wurde, dass E-Mails einer deutschen Journalistin erfasst und gespeichert wurden. Ein Jahr später soll die BND-Führungsebene von dem Vorfall erfahren haben, soll es aber unterlassen haben, das Parlamentarische Kontrollgremium von dem Vorfall in Kenntnis zu setzen. Das PKG thematisierte im Jahr 2008 den Sachverhalt.

## Weitergabe von Informationen an die USA im Irakkrieg
Im Januar 2006 sorgte der sogenannte Schneckenplan für eine politische Kontroverse. Dieser war ein angeblicher Verteidigungsplan von Saddam Hussein für die irakische Hauptstadt Bagdad. Er soll, nach Aussage der Zeitung The New York Times, im März 2003 von einem BND-Mitarbeiter an die Amerikaner übergeben worden sein.
Auch wenn diese vermutlich nicht angegriffen worden sind, haben BND-Mitarbeiter im Irakkrieg Ziele aufgeklärt und diese Informationen an die Streitkräfte der Vereinigten Staaten weitergegeben (ohne eine Sicherheit bzgl. der Verwendung). Von Seiten des Bundeskanzleramts und des BND wurde nur bestätigt, dass Zielangaben von Objekten weitergeleitet wurden, die nicht zerstört werden sollten (Krankenhäuser, Botschaften etc.).
Laut Spiegel Online vom 13. Dezember 2008 bezeichnete der US-General a. D., James Marks, der den Aufklärungsstab der Landstreitkräfte leitete, die Beiträge der Deutschen als „extrem wichtig und wertvoll“ und als „detailliert und zuverlässig“. Agenten des BND sollen demnach unter anderem detaillierte Angaben über das Anzünden von Ölquellen gemacht sowie in regelmäßigen Abständen über irakische Truppenbewegungen berichtet haben, die für die US-Militärführung von höchster Wichtigkeit waren. In einer späteren Befragung sagte der ehemalige BND-Präsident August Hanning aus, dass neben Angaben zum Standort von Krankenhäusern und Botschaften auch Positionen über Stellungen der irakischen Streitkräfte weitergeleitet wurden. Unter anderem führten die Informationen des BND dazu, dass mehrere Pläne des US-Militärs geändert wurden. Während die rot-grüne Regierung unter Gerhard Schröder sich offiziell gegen den Krieg gestellt hatte, trugen die Informationen des BND zum Erfolg der Operationen des US-Militärs bei.

## Befragungen von Gefangenen im Irak
BND-Mitarbeiter sollen 2004 einen irakischen Kurden in einem nordirakischen Gefängnis in Sulaimanija befragt haben. Die BND-Angehörigen hätten den Mann wegen mutmaßlicher Kontakten zu einer Terrorgruppe befragt. Der von US-Geheimdiensten verschleppte deutsche Staatsbürger libanesischer Herkunft Khaled al-Masri soll von einem BND-Mitarbeiter („Sam“) in Afghanistan befragt worden sein. Ein Mitglied des BND hörte im Januar 2004 in einer mazedonischen Kantine von der Entführung, meldete dies jedoch nicht weiter. Der Sachverhalt war unter anderem Gegenstand des 1. Untersuchungsausschusses des 16. Deutschen Bundestages. In diesem Zusammenhang stellte das Bundesverfassungsgericht durch Beschluss fest, dass die Einschränkungen der Aussagegenehmigungen durch die Bundesregierung den Art. 44 Grundgesetz verletzt hat.

## Kontroverse um BND-Mitarbeiter im Kosovo
Im November 2008 wurden die drei BND-Mitarbeiter Robert Z., Andreas B. und Andreas J. von Behörden des Kosovo verdächtigt, einen Sprengstoffanschlag auf das Gebäude des Internationalen Zivilbüros/EU-Sondergesandten (International Civilian Office/EU Special Representative) in Priština verübt zu haben. Am 27. November bekannte sich allerdings die bis dahin unbekannte Gruppe „Armee der Republik Kosovo“ zu dem Anschlag. Es scheint belegt, dass die drei BND-Mitarbeiter Informationen über terroristische Aktivitäten und das organisierte Verbrechen gesammelt hatten. Unter Journalisten besteht die weit verbreitete Meinung, dass die drei Männer gezielt von der kosovarischen Regierung beschuldigt wurden, um sie mit begründetem Verdacht ausweisen zu können, da der BND in einem vertraulichen Bericht bereits 2005 Verbindungen zwischen den politischen Eliten des Kosovo und der Organisierten Kriminalität aufdeckte.
Die drei BND-Mitarbeiter waren offiziell Angehörige des BND-Tarnunternehmens „LCAS Logistic Coordination Assessments Service Hohenstein & Hagen GmbH“ aus Ottobrunn, angeblich ein „Investment-Berater für deutsche Unternehmen im Kosovo“. Nach weiteren Informationen seien die drei BND-Mitarbeiter selbst Mitarbeiter der Rechtsstaatlichkeitsmission der Europäischen Union im Kosovo (EULEX) gewesen und waren „als Informationssammler […] unterwegs gewesen.“
Im Zuge der Ermittlungen des Generalbundesanwalts beim Bundesgerichtshof gegen einen der drei BND-Mitarbeiter im Jahr 2009 wurde dessen Liebesverhältnis zu seinem Dolmetscher Murat A. bekannt, worauf Klage wegen Landesverrates, Weitergabe von Staats- und Dienstgeheimnissen und Betrugs gegen beide Männer erhoben wurde. Zu diesem Zeitpunkt bestand der Verdacht, dass Murat A. über seinen Lebensgefährten Einblicke in Staatsgeheimnisse Deutschlands erhielt und diese an Dritte – vermutet wurde das organisierte Verbrechen im Balkanraum – weitergab. Im Laufe des Prozesses vor dem Oberlandesgericht München konnte sich der Verdacht des Landesverrates sowie der Verdacht der Weitergabe von Staatsgeheimnissen jedoch nicht erhärten, sodass gegen den inzwischen ehemaligen BND-Mitarbeiter eine Freiheitsstrafe von zwei Jahren und drei Monaten – unter anderem wegen Betrugs in 21 Fällen – erlassen wurde. Gegen Murat A. wurde eine Freiheitsstrafe von einem Jahr und zwei Monaten auf Bewährung wegen Betrugs verhängt.

## Versuchte Anwerbung eines Unternehmers und anschließende behördliche Ermittlungen
Im April 2007 suchten zwei Mitarbeiter des BND, die unter den Namen „Meißner“ und „Daniels“ auftraten, den Unternehmer Klaus Kremer auf. Kremer, der lange Zeit in der Rüstungsindustrie arbeitete und mit seinem Unternehmen Applied Radar & Sonar Technologies (arsTech GmbH) Radar- und Sonarsysteme herstellt, unterhält geschäftliche Kontakte in den Mittleren Osten und sollte mit „Vergünstigungen, auch finanzieller Art“ zu einer Zusammenarbeit bewegt werden. Kremer lehnte die Zusammenarbeit ab.
Danach war Kremers Unternehmen in auffällige Behördenaktivitäten verwickelt, die offiziell nie in Zusammenhang zum BND gestellt werden konnten und formal legitim sind. Nach Außenprüfungen durch die Gewerbeaufsicht und die Bundeszollverwaltung wurde Kremer vorgeworfen, Rüstungsgüter ohne Genehmigung exportiert zu haben. Kremers Beziehungen zu Kunden in Pakistan litten unter den Ermittlungen, da auch seine Geschäftspartner vom Zoll befragt wurden. Er verlor den Auftrag und geriet in finanzielle Schwierigkeiten.
Das Ermittlungsverfahren gegen Kremer wurde am 19. Mai 2008 von der Staatsanwaltschaft Bremen mangels Tatverdacht eingestellt und am 10. Juli 2008 erkannte das Amtsgericht Bremen für die aus den Ermittlungstätigkeiten entstandenen Verluste die „Entschädigungspflicht der Staatskasse dem Grunde nach“ an.
Am 17. Oktober 2008 wurde das Ermittlungsverfahren wegen des Verdachts des Verstoßes gegen das Außenwirtschaftsgesetz wieder von der Staatsanwaltschaft Bremen aufgenommen. Kremer wurde vom Staatsanwalt postalisch und per Telefon mitgeteilt, dass er entweder auf seine Schadensersatzansprüche verzichtet oder Anklage erhoben werde, wobei eine Verfahrenseinstellung nach Anklageerhebung nicht mehr in Betracht gezogen würde.

## BND-NSA-Überwachung
Die sogenannte Globale Überwachungs- und Spionageaffäre, die im Juni 2013 durch die Enthüllungen von Edward Snowden begann, wurde im NSA-Untersuchungsausschuss des Deutschen Bundestags aufgearbeitet. Im Fokus stand neben der National Security Agency und dem Government Communications Headquarters auch der BND. In einem der Snowden-Dokumente heißt es:

“The BND has been working to influence the German Government to relax interpretation of the privacy laws over the long term to provide greater opportunity for intelligence sharing.”

„Der BND hat auf die deutsche Regierung eingewirkt, die Auslegung der Datenschutzgesetze langfristig zu lockern, um mehr Möglichkeiten für den Informationsaustausch zu schaffen.“

Josef Foschepoth skizzierte die engen Vernetzungen der deutschen und amerikanischen Nachrichtendienste durch das G-10-Gesetz sowie den Zwei-plus-Vier-Vertrag:

„Der damalige Chef des Bundesamts für Verfassungsschutz, Hubert Schrübbers, sagte während der Abhöraffäre 1963, deutsche und amerikanische Geheimdienste seien ein einheitlicher Organismus. Es ist wichtig, dies endlich zu verstehen: Die NSA-Affäre ist keine rein amerikanische, sondern eine janusköpfige, deutsch-amerikanische Affäre.“

Auch soll der BND Telefongespräche von Hillary Clinton und John Kerry als sogenannten Beifang erfasst haben. Dem „Auftragsprofil der Bundesregierung“ zufolge soll der BND die Türkei seit 2009 aufklären.
Ein Ergebnis des Untersuchungsausschusses war das Gesetz zur Ausland-Ausland-Fernmeldeaufklärung des Bundesnachrichtendienstes von Ende Dezember 2016. Es schuf eine präzisierte Rechtsgrundlage für die Ausland-Ausland-Fernmeldeaufklärung des BND, errichtete das Unabhängige Gremium, das später durch den Unabhängigen Kontrollrat abgelöst wurde, und führte neue Kontrollrechte ein.

## Operation Eikonal
Operation Eikonal bezeichnet die Ausleitung von Informationen am Internetknoten DE-CIX in Frankfurt am Main an den BND und die gefilterte Weitergabe eines Teils dieser Informationen an den US-amerikanischen Fernmelde-Nachrichtendienst National Security Agency.

## Verratsfall Markus R.
Der damalige Beamte des BND Markus R. wurde seit 2008 als Quelle von einem US-amerikanischen Geheimdienst geführt. Am 17. März 2016 verurteilte das Oberlandesgericht München ihn unter anderem wegen Landesverrates zu acht Jahren Freiheitsstrafe. Mitte 2014 hatte sich Markus R. auch russischen Geheimdiensten angeboten, indem er dem russischen Generalkonsulat in München drei BND-Dokumente per E-Mail übermittelte. Erst dadurch wurde er entdeckt, da das russische Generalkonsulat vom Bundesamt für Verfassungsschutz überwacht wurde.

## Überwachungskameras mit angeblicher Datenübermittlung an US-Stellen
Am 27. September 2016 berichtete das Fernsehmagazin FAKT, dass der BND im Jahre 2005 aufgrund eines Hinweises ein Kamera-Überwachungssystem des US-amerikanischen Herstellers NetBotz untersuchte und dabei eine Backdoor-Funktion entdeckt haben solle: Das System solle versucht haben, verdeckt eine Verbindung mit einem US-amerikanischen Militärserver herzustellen. Offenbar war es dafür konzipiert worden, US-amerikanischen Geheimdiensten Daten aus den Hochsicherheitsbereichen, in denen es eingesetzt wurde, zu übermitteln. Spätere Untersuchungen konnten dies nicht bestätigen.
Laut BND soll sich NetBotz intensiv darum bemüht haben, öffentliche Stellen wie das Auswärtige Amt und Unternehmen im Hightech- und Rüstungsbereich als Kunden zu gewinnen. Dabei seien die Systeme angeblich unter Wert angeboten worden, und zugleich sei eine Anfrage einer Einzelhandelskette, die mehr Umsatz versprochen hätte, abgewiesen worden. Angeblich entschied der BND wegen zu befürchtender politischer Auswirkungen diese Informationen nicht an das Bundesamt für Verfassungsschutz weiterzuleiten. Dieser erfuhr erst 2015 im Zuge von Untersuchungen des Generalbundesanwalts beim Bundesgerichtshof von dieser Angelegenheit. NetBotz soll damals gezielt die Übernahme durch ein deutsches Unternehmen angestrebt haben, was offenbar der Verschleierung der US-amerikanischen Herkunft der Technik dienen und den Zugang zu europäischen Kunden in sicherheitsrelevanten Bereichen erleichtern sollte.
Später wurde NetBotz Teil des französischen Konzerns Schneider Electric, der die Systeme weiterhin unter dem Namen NetBotz anbot. Dieser gab im September 2016 an, weder durch deutsche noch durch französische Behörden über die Vorgänge um NetBotz informiert worden zu sein. Später teilte Schneider Electric mit, er habe die betreffenden Geräte überprüft und könne die Vorwürfe nicht nachvollziehen. Die französische Cyberabwehr-Behörde ANSSI gab an, keine Erkenntnisse über Backdoor-Funktionen in NetBotz-Geräten zu haben. Nach weiteren Recherchen von FAKT waren diese Geräte noch Ende Dezember 2016 in vielen teils sicherheitsrelevanten Firmen und in Großkonzernen wie Volkswagen und Deutsche Bank in Deutschland in Betrieb.

## Reise des BND-Präsidenten nach Kiew direkt vor dem Überfall Russlands auf die Ukraine 2022
Am 23. Februar 2022, dem Tag vor dem russischen Überfall auf die Ukraine 2022, war BND-Präsident Bruno Kahl zu Konsultationen in Kiew. Er musste nach Kriegsbeginn und Sperrung des Luftraums die Ukraine auf dem Landweg verlassen. Das führte teils zu Kritik, unter anderem vom Historiker Michael Wolffsohn, der vermutete, der BND habe die Kriegsgefahr falsch eingeschätzt. Der ehemalige hochrangige BND-Mitarbeiter Gerhard Conrad widersprach dieser Darstellung: Der BND habe sehr wohl die Brisanz der Lage berichtet, die Politik das aber womöglich nicht wahrhaben wollen und daher ignoriert.

## Extremismusverdacht gegen Mitarbeiter
Im Mai 2022 wurde Martin Wagener, der am Zentrum für Nachrichtendienstliche Aus- und Fortbildung lehrte, vom BND die Sicherheitsfreigabe entzogen. Die Überprüfung seines Buches Kulturkampf um das Volk – Der Verfassungsschutz und die nationale Identität der Deutschen hatte sicherheitserhebliche Erkenntnisse ergeben.
Anfang März 2023 wurde bekannt, dass der BND gegen den Mitarbeiter im Soldatenstatus Björn Hornschu, der zugleich AfD-Politiker ist, ein Betretungsverbot für BND-Liegenschaften ausgesprochen hat. Er war in sozialen Medien auch mit Äußerungen aufgefallen, die geeignet sind, Zweifel an seiner Staatstreue zu wecken. 
Gegen die Mitarbeiterin der BND-Außenstelle Bad Aibling Elona B. wurden arbeitsrechtliche Schritte eingeleitet. Sie soll eine Schwarze Sonne getragen haben, in ihrem Ferienhaus fanden sich NS-Devotionalien, darunter auch eine Hitlerbüste. Anlass für die Durchsuchung war, dass bei ihren Söhnen bei einer Fahrzeugkontrolle Waffen und NS-Devotionalien gefunden worden waren; die Brüder gaben an, sie seien auf dem Weg ins Ferienhaus der Eltern im Bayerischen Wald und wollten dort „Krieg spielen“.

## Verratsfall Carsten L.
Carsten L., Oberst und Referatsleiter im BND, soll mutmaßlich für Russland spioniert haben. Am 21. Dezember 2022 wurde der mutmaßliche Doppelagent wegen Landesverrates verhaftet und sitzt seitdem in Untersuchungshaft.

## DIA-Mitarbeiter bot sich BND an
Anfang März 2025 nahm der 28-jährige IT-Spezialist des US-amerikanischen Militärnachrichtendiensts DIA Nathan Vilas Laatsch mit dem Bundesnachrichtendienst per E-Mail Kontakt auf, um streng geheime Verschlusssachen anzubieten. Latschs Aufgabe in der DIA war es, bei internen Ermittlungen die Computeraktivitäten von Mitarbeitern zu überwachen. So glaubte er, dass ihm Ermittlungen gegen sich selbst auffallen würden und er keine simplen Fehler begehen würde, die er bei seiner Tätigkeit bei anderen beobachtet hatte. Als Motiv gab er an, dass ihn Maßnahmen der Regierung unter Donald Trump zutiefst beunruhigt hätten und er sich für die Werte einsetzen wolle, für die die Vereinigten Staaten einst standen. 
Der BND meldete den Selbstanbieter den US-Behörden. Mitarbeiter der für Spionageabwehr zuständigen US-Bundespolizei FBI nahmen Kontakt zu Latsch auf und gaben sich als BND-Angehörige aus. Bei einer Videoüberwachung seines Arbeitsplatzes wurde beobachtet, wie er Text von Verschlusssachen auf seinem Bildschirm auf einen Notizblock schrieb und die Zettel in seine Socken und Brotdose steckte. Einen USB-Stick mit Verschlusssachen deponierte Latsch in einem toten Briefkasten nahe Washington, D.C. Bei einer 
fingierten Übergabe von weiterem Geheimmaterial nahm ihn das FBI fest.